# Barranca de Puntarenas
Barranca es un distrito del cantón de Puntarenas, en la provincia de Puntarenas, de Costa Rica.

## Historia
Barranca fue creado el 20 de noviembre de 1965 por medio de Ley 3594. Segregado de Puntarenas.

## Geografía
Barranca cuenta con un área de 36,21 km² y una altitud media de 27 m s. n. m.

## Demografía
Para el año 2022, Barranca cuenta con una población estimada de 34 827 habitantes, y para el último censo efectuado, en 2011, Barranca contaba con una población de 30 650 habitantes.

## Localidades
- Barrios: El Invu, La Rioja, Manuel Mora, Palmas del Rio, Boulevard del Sol
- Poblados: Obregón, San Joaquín, San Miguel, San Miguelito, Santa Ana.
- Caseríos: Juanito Mora.

## Transporte

### Carreteras
Al distrito lo atraviesan las siguientes rutas nacionales de carretera:
- Ruta nacional 1
- Ruta nacional 17
- Ruta nacional 23